# 苗勒管混合瘤
恶性苗勒管混合瘤（英語：malignant mixed Müllerian tumor），也称之为恶性混合性中胚叶瘤（malignant mixed mesodermal tumor, MMMT）、恶性中胚叶混合瘤、恶性中肾旁管混合瘤、或癌肉瘤（carcinosarcoma），是一种病发于子宫、卵巢、输卵管和其他组织的恶性肿瘤，该混合瘤中均包含上皮组织和结缔组织。这种疾病较为罕见，占所有子宫肿瘤的2-5%，发病年龄为平均66岁。依次好发于子宫、卵巢、输卵管及阴道。该病很少发生于生殖道以外的部位，生殖道以外部位的此疾病，多见于腹膜、大网膜。
一些诱发此疾病的原因和腺癌相似，包括有过度肥胖、紧急摄入雌性激素等。一些可能的因素包括有三苯氧胺治疗或盆腔放疗等。

## 命名及分类
对恶性苗勒管混合瘤的命名存在争议，定义“癌肉瘤”以前被正式使述同型性瘤病变，而“恶性苗勒管混合瘤”或“恶性混合性中胚叶瘤”则是指异型性瘤病变。当“癌肉瘤”如今被视为标准时，“恶性苗勒管混合瘤”却在妇科文学中有很久历史，并被保留继续使用。对此疾病的命名，反映出这种肿瘤的历史特征与背景。

## 形态

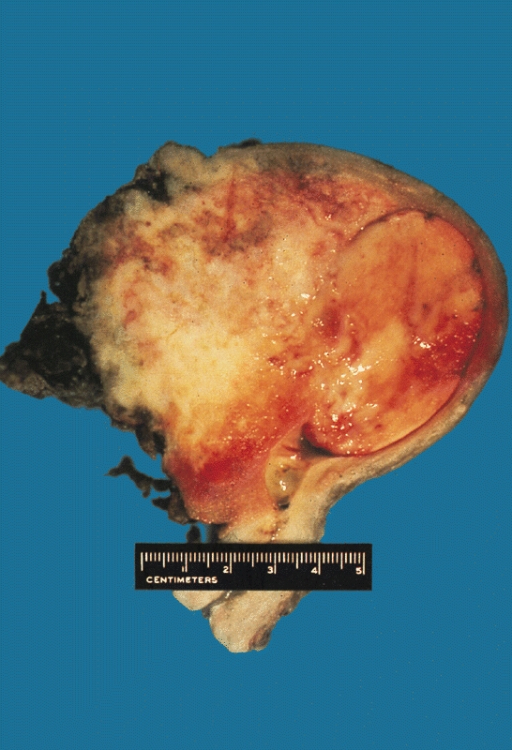
子宫癌肉瘤

恶性苗勒管混合瘤病发位于中肾旁管（苗勒管）衍生物中分化最差的子宫内膜间质细胞，其向上皮及不同的间叶组织分化。根据所含组织的类型，分为癌肉瘤与恶性中胚叶混合瘤。从肉眼上看，恶性苗勒管混合瘤通常比恶性腺瘤呈现更具肉质，体积大并呈息肉样，有时突出到子宫颈口。从组织学上，这种肿瘤包含腺瘤（子宫内膜样、浆液或透明细胞）并伴有恶性间叶细胞（肉瘤）组织。或者，还含有横纹肌、软骨、骨组织等异源性中胚叶组织。肿瘤发生于子宫内膜，常在宫体上部，呈息肉状或分叶状向官腔突出，甚至脱入阴道，底部宽或有蒂，质软，表面光滑或有溃疡。切面灰白、灰黄或淡红色，有出血、坏死或囊性变。部分区域可能发现类似子宫外的细胞组织（比如横纹肌、软骨、脂肪组织、钙化骨骼）。癌细胞组织通常仅包含上皮组织。

## 治疗
治疗恶性苗勒管混合瘤疗以手术为主，根据病情，可能会增加放射治疗或者化学治疗。
手术范围一般为行全子宫及双侧卵巢切除术。若宫颈肉瘤或宫体肉瘤浸及宫颈，应作广泛性子宫切除术及双侧盆腔淋巴结清除术；对于年轻妇女肿瘤局限无浸润情况的，可考虑保留卵巢。此外，苗勒管混合瘤对放射疗法较为敏感，通常采取60钴或深层X钱作姑息治疗，以延长生命。此外一些化学疗法亦可应用于治疗。

## 预后
恶性苗勒管混合瘤的情况通常取决于肿瘤侵入的深度及程度。正如子宫内膜癌一样，预后取决于腺癌的程度和类型，往往病状因情况而相距甚远。恶性苗勒管混合瘤是高度转移性癌症；在I期的肿瘤患者的五年生存率只有50%。
位于子宫的恶性苗勒管混合瘤分级如下：
- I型，是指癌症被限制于子宫体中。
- II型，是指癌症存在于子宫和子宫颈中。
- III型，是指癌症扩散到子宫之外，但仍在小骨盆（英语：lesser pelvis）中。
- IV型，是指癌症扩散到盆腔之外，并侵入膀胱或直肠黏膜。